# Arschine
Arschine war ein persisches Längenmaß. Als Persische Elle oder Schah-Ar(s)chine hatte das Maß diese Werte:
- 1 Arschine = 1 1/32 Elle (Wiener) = 355 Pariser Linien = 4/5 Meter =  800,8 Millimeter

Ähnliche Maße waren
- die türkische/arabische Elle Pik